# Uncarina
Uncarina ist eine Pflanzengattung aus der Familie der Sesamgewächse (Pedaliaceae). Der Gattungsname wird aus dem lateinischen uncus für Haken hergeleitet und bezieht sich auf die Struktur der Früchte.
Die Gattung Uncarina ist nicht zu verwechseln mit der Gattung Uncaria Schreber aus der Familie der Rötegewächse.

## Beschreibung

### Vegetative Merkmale

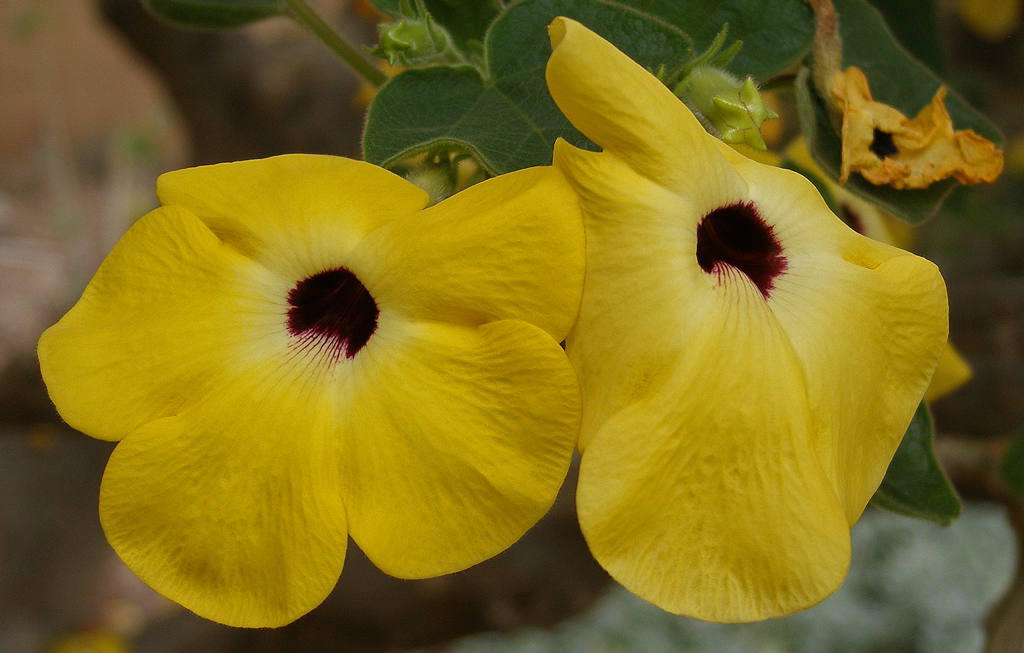
Blüten von Uncarina grandidieri

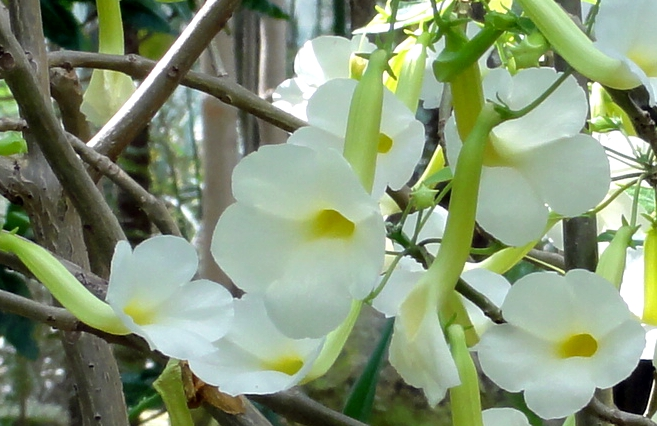
Weiße Blüten von Uncarina leptocarpa mit untypischer unbehaarter Kronröhre im Palmengarten Frankfurt

Die in der Gattung vorkommenden Arten wachsen als laubabwerfende, kleinere Bäume mit nur wenig verzweigten Kronen oder als kaum verzweigte Sträucher. Als Jungpflanzen werden meist lange Zeit keine Seitentriebe ausgebildet. Die Pflanzen werden etwa 5 bis 6 Meter hoch, manchmal auch höher und bilden eine unterirdische, rübenförmige Knolle aus. Der Stamm und die Haupttriebe sind glatt und bestehen aus weichem Holz. Sie sind mäßig bis deutlich verdickt, insbesondere zur Basis hin und erreichen einen Durchmesser von bis zu 30 Zentimeter. Die lang gestielten und wechselständig angeordneten Blätter sind in Form und Größe sehr variabel und erreichen eine Spreite von 25 auf 25 Zentimeter. Die ganzrandigen Blätter sind drei- bis fünfeckig, tief gelappt und fast gefingert bis entfernt bespitzt. An den Spitzen der Lappen werden gelbe Wasserdrüsen (Hydathoden) ausgebildet, die gelegentlich sehr auffallend sind. Die ersten Blätter am Beginn der Vegetationsperiode sind oft viel kleiner und nicht so tief geteilt. Die Blattbehaarung ist sehr unterschiedlich ausgeprägt. Es werden mehrzellige, einreihige, einfache Haare und Schleimdrüsen mit kurzen, fast sitzenden oder langen Stiel ausgebildet. Der vierzellige Drüsenkopf ist oft etwas quadratisch bis seltener eher etwas sternförmig geformt. Des Weiteren können aber auch Haare mit einem sehr kleinen, ein- oder vierzelligen und mehr oder weniger runden Kopf ausgebildet werden.

### Blütenstände und Blüten
Der komplexe Blütenstand wird aus gestauchten Cymen gebildet und besteht aus zwei bis neun Einzelblüten. Teilblütenstände sind selten auf nur eine einzelne Blüte reduziert und besitzen sehr kleine, pfriemliche Vorblätter. Die Blütenstände entspringen etwas oberhalb der ersten Achseln der Tragblätter aus der aktuellen Vegetationsperiode. Gelegentlich werden Teilblütenstände mit dichten Büscheln von gleichzeitig geöffneten Blüten ausgebildet. Die Blütenstiele sind oft behaart und hellgrün bis purpurfarben.
Die relativ großen, zwittrigen Blüten besitzen keine Nektardrüsen. Die Blüten sind fünfzählig mit doppelter Blütenhülle. Die fünf Kelchblätter sind nur an ihrer Basis verwachsen und die fünf Kelchzipfel sind linealisch-lanzettlich. Die Blütenkronblätter sind weiß, purpurrosa oder gelb gefärbt und besitzen eine dunkelpurpurne, gelbliche oder weiße Färbung und manchmal streifige Saftmale im Schlund. Die fünf Kronblätter sind einer leicht zygomorphe Krone verwachsen. Die meist gerade, aber manchmal auch gebogene, vor allem bei hängenden Blüten, Kronröhre ist relativ lange und oft behaart. Die zylindrische bis etwas trichterförmige Röhre ist im unteren Teil verschmälert und an der Basis leicht ausgesackt. Der Saum ist rechtwinklig zur Röhre ausgebreitet. Die ganzrandigen Kronlappen sind sich sehr ähnlich, der untere ist etwas vergrößert. Es sind vier nahe der Basis der Kronröhre inserierte, fertile Staubblätter überragen die Kronröhre nicht. Es wird ein fünftes Staubblatt als kurzes Staminodium ausgebildet. Der oberständige Fruchtknoten bildet zwei Fächer mit fehlenden oder gelegentlich fast vollständigen Scheidewänden aus. Pro Fach sind fünf bis sechs Samenanlagen vorhanden. Der lange, aber nicht über die Kronröhre hinausragende Griffel endet in einer zweilappigen Narbe. Es ist ein Nektardiskus vorhanden.

### Früchte und Samen

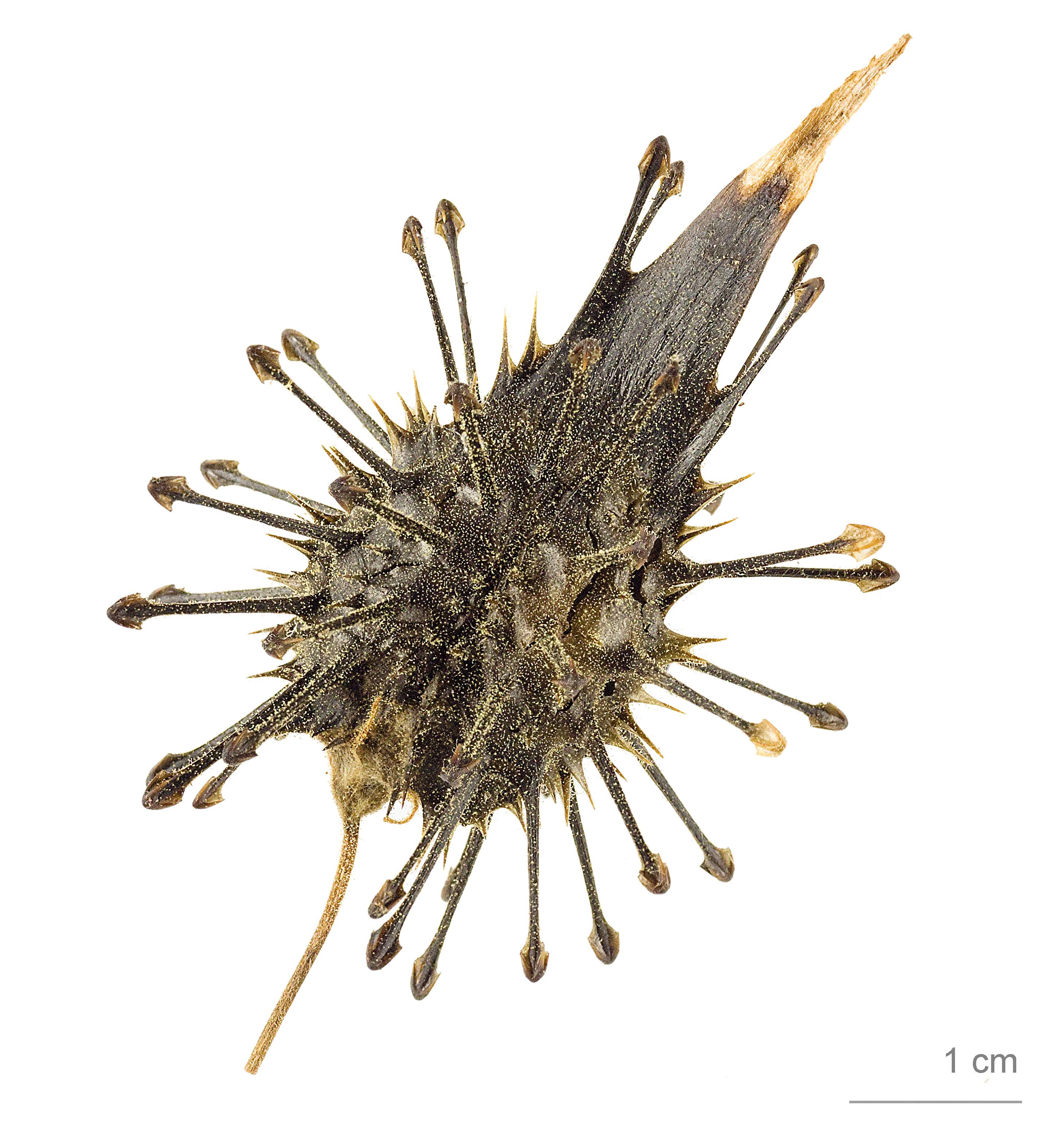
Frucht von Uncarina grandidieri

Die gestielte Kapselfrucht ist holzig und öffnet sich später. Sie ist seitlich abgeflacht und hat einen länglich, elliptisch bis eiförmigen Umriss in der Seitenansicht. An der Spitze der Früchte wird oft ein deutlicher Schnabel ausgebildet, es werden an der Schale zwei verschiedenen Arten von Stacheln gebildet. Die eine Art ist lang und biegsam und mit drei bis fünf Widerhaken an jeder Spitze ausgestattet. Sie stehen in acht Längsreihen und in jeder Reihe sind vier bis neun Stück vorhanden. An der Basis sind diese Stachel ab und zu in Längsrichtung etwas verbreitert und mitunter zu einem auffälligen Kamm verwachsen. Die andere Art von Stacheln ist nicht mit Haken versehen und meist klein und spitz, gelegentlich sind sie nur als kleine Höcker ausgebildet. Sie stehen unregelmäßiger in Längsreihen. Manchmal kommen an der Klettfrucht noch zwei zusätzliche Längsflügel vor, die im rechten Winkel von ihr abstehen. Die großen und abgeflachten Samen sind länglich bis dreieckig geformt. An der Samenschale sind kleinere, mehr oder weniger breite Flügel mittig angesetzt (Flügelsamen). Die hakigen Früchte sind ähnlich denen der Harpagophytum-Arten, anderen Sesamgewächsen.

## Ökologie
Es wurde angenommen, dass die Staubbeutel sich nicht öffnen, um Pollen freizusetzen, der Pollen hat eine pastöse Konsistenz, erst wenn die Staubbeutel von einem Bestäuber angefressen werden sickert, quillt die Pollenmasse heraus. Die Bestäuber sollen pollenfressende Käfer sein.
Bei neueren Untersuchungen an einigen Uncarina-Arten konnten als Bestäuber ausschließlich Bienen der Gattungen Amegilla und Macrogalea identifiziert werden. Auch wurde beobachtet, dass verschiedene Uncarina-Arten ihre je eigenen, „privaten“ Bestäuber besitzen. Darin wird die frühere Hypothese bestätigt, dass Uncarina-Arten sexuell isoliert werden. Dadurch komme es nicht zur Kreuzung unter den Arten, selbst wenn sich ihre Verbreitungsgebiete überschneiden. Allerdings ist die Frage der Bestäubung nicht abschließend geklärt.
Die Trampelkletten wurden früher von den ausgestorbenen Elefantenvögeln oder von Archaeolemuren ausgebreitet, heute von verschiedenen Huf- und Nutztieren.

## Systematik und Verbreitung
Die Gattung Uncarina ist endemisch im Norden, Westen, im zentralen Süden und im Süden in trockenem, aridem Busch und Wald auf Madagaskar verbreitet.
Die Gattung Uncarina wurde 1895 durch Otto Stapf aufgestellt. Er kombinierte die bereits 1887 durch Henri Ernest Baillon beschriebene Art Harpagophytum grandidieri in die von ihm neu geschaffene Gattung um. Die Typusart ist Uncarina grandidieri (Baill.) Stapf.
Folgende Arten gehören zur Gattung:
- Uncarina abbreviata (Baill.) Ihlenf. & Straka
- Uncarina ankaranensis Ihlenf.[9]
- Uncarina decaryi Humbert ex Ihlenf.
- Uncarina grandidieri (Baill.) Ihlenf. & Straka
- Uncarina ihlenfeldtiana Lavranos[10]
- Uncarina leandrii Humbert: Es gibt zwei Varietäten:
  - Uncarina leandrii Humbert var. leandrii
  - Uncarina leandrii var. rechbergeri Lavranos
- Uncarina leptocarpa (Decne.) Ihlenf. & Straka
- Uncarina peltata (Baker) Stapf
- Uncarina perrieri Humbert
- Uncarina platycarpa Lavranos
- Uncarina roeoesliana Rauh
- Uncarina sakalava Humbert
- Uncarina stellulifera Humbert
- Uncarina turicana Lavranos